# Sejet
Sejet – miasto w Danii, w regionie Jutlandia Środkowa, w gminie Horsens.